# Onorato Visconti
Onorato Visconti (* um 1585 in Mailand; † 7. Juli 1645 ebenda) war ein italienischer römisch-katholischer Geistlicher und päpstlicher Diplomat.

## Leben

### Herkunft und frühe Jahre
Er entstammte dem Adelsgeschlecht der Visconti und war der Sohn von Ercole Visconti und dessen Frau Anna Sfondrati, einer Nichte von Papst Gregor XIV. Seine Erziehung übernahm sein Onkel, der Kardinal Alfonso Visconti. Onorato Visconti wurde zum Doktor der Rechte promoviert und Paul V. ernannte ihn zum Referendar an den Gerichtshöfen der Apostolischen Signatur. Ab 1608 hatte er verschiedene Pfründen und Governatorate inne.
Am 7. Mai 1624 ernannte Papst Urban VIII. ihn zum Inquisitor für Malta, wo er am 24. Juni desselben Jahres eintraf. Er fand die Insel in einem verarmten Zustand vor. Seine Einmischung in die Angelegenheiten des Malteserordens machte viele der Ordensritter zu seinen Widersachern. Obwohl er selbst mit seiner Arbeit im Auftrag des Heiligen Stuhls einigermaßen zufrieden war, ermahnte Rom ihn, die Risse zu kitten, die er in den Beziehungen zum Ritterorden verursacht hatte. Im Jahr 1625 ließ er sich eine Sommerresidenz in Agrigent bauen. Onorato Visconti spielte eine entscheidende Rolle bei der Gründung des Karmelitenkonvents in Bormla.
Im Mai 1627 verließ Onorato Visconti Malta, um Gouverneur der Marken zu werden. Am 10. Juni 1630 wurde zum Titularerzbischof von Larissa in Thessalia ernannt, die Bischofsweihe spendete ihm kurz darauf Kardinal Giulio Roma, Bischof von Recanati e Loreto. Bereits im April 1630 war er zum Apostolischen Nuntius in Warschau bestellt worden.

### Nuntiatur
Seine Ernennung fiel in eine, aus Sicht der Kurie, schwierige Phase der Beziehungen zwischen dem Heiligen Stuhl und Polen-Litauen. Während im Westen Europas der Dreißigjährige Krieg herrschte, war in Polen-Litauen Sigismund III. Wasa zum Herrscher erwählt worden. Dieser bereitete nach Aussage der Jesuiten eine Personalunion zwischen der Rzeczpospolita und dem schwedischen Königreich vor, dessen Erbkönig Sigismund von 1592 bis 1599 gewesen war und dessen Titularkönig er bis zu seinem Tode blieb. Der Heilige Stuhl war überzeugt, dass Wasas Handeln dem Katholizismus zugutekommen könnte, und entsandte Visconti als Nuntius nach Polen. Der gebürtige Mailänder und Untertan der spanischen Habsburger galt in Rom als treuer Verbündeter Österreichs.
Mit vier Begleitern traf Onorato Visconti am 4. Oktober 1530 in Warschau ein. Dort fand er das Land weitgehend ruhig vor. Die Auseinandersetzungen mit Schweden, die 1626 begonnen hatten, waren durch Vermittlung Frankreichs und des Kurfürstentums Brandenburg mit dem Altmärker Waffenstillstand 1529 zum Ende gekommen. Die Beziehungen zu Urban VIII. waren gefestigt, wenn auch der Barberini-Papst aufgrund seiner profranzösischen Neigung die Annäherung zwischen Warschau und Wien mit Argwohn betrachtete. Die einzige beunruhigende Frage war die der Nachfolge des inzwischen betagten Sigismund III., wie aus einem Bericht hervorgeht, den Viscontis Vorgänger Antonio Santacroce für ihn zurückgelassen hatte.
Der alte König starb am 30. April 1632 mit der geistlichen Begleitung des Nuntius. Dessen Aufgabe umfasste in den ersten Wochen des Interregnums drei Schwerpunkte: Das nie nachlassende Problem der ukrainischen Kosaken, der Gegensatz zwischen unierten Ostkirchen und Orthodoxie sowie die Präsenz aktiver Protestanten, meist litauischer Calvinisten, in Polen. In der Eröffnungssitzung des Sejm (22. Juni – 16. Juli 1632) wurde der litauische Großgeneral Krzysztof II. Radziwiłł, ein Calvinist, zum Vorsitzenden gewählt. Dieser forderte, ermutigt durch die Präsenz protestantischer Truppen an der polnischen Westgrenze zu Pommern, der Neumark und Schlesien sowie durch die Anwesenheit des schwedischen Königs Gustav II. Adolf, die Aufhebung der Gesetze, durch welche der verstorbene König ihre Religionsfreiheit und den Zugang zu öffentlichen Ämtern eingeschränkt hatte. Der von Visconti unterstützte Widerstand des katholischen Flügels erwies sich als nutzlos, so dass nach einem ersten Treffen am 6. Juli 1632 im Palast des Primas von Polen Jan Wężyk, Erzbischof von Gniezno, am 16. Juli der Sejm einer Vereinbarung zustimmte, die den Frieden zwischen den religiösen Bekenntnissen sicherstellen sollte. Die Vereinbarung wurde von Piotr Mohyła, dem orthodoxen Archimandriten von Kiew, sowie von Urban VIII. abgelehnt, der Visconti zudem aufforderte, die Situation gemäß den Anweisungen der Propaganda Fide zu überwachen.
Noch komplexer stellte sich für den Nuntius die Angelegenheit der polnischen Königswahl dar. Angesichts der Unterstützung durch die Protestanten für Władysław Wasa, den erstgeborenen Sohn Sigismunds III., sah sich Rom veranlasst, den Prinzen Johann Kasimir in Betracht zu ziehen, der aus der zweiten Ehe Sigismunds mit Constanze von Österreich stammte und in Polen nach dem gescheiterten Versuch, sich 1626 zum Regenten rege vivante (zu Lebzeiten des Königs) wählen zu lassen, sehr unbeliebt war. Das Bild änderte sich durch die plötzliche Entscheidung der Protestanten, den schwedischen Herrscher Gustav II. Adolf zur Königswahl vorzuschlagen. Dies war zwar eine chancenlose Kandidatur, doch ergab sich aus ihr die Möglichkeit, Polen um Władysław zu scharen und sich die Unterstützung Roms wie auch der Kosaken zu sichern, die einen starken Souverän gegen Moskaus Ansprüche an der Grenze benötigten. Im Hinblick auf den Sejm als Wahlgremium wurde Visconti, der als Nuntius bei Sigismund III. nach Polen gekommen war, zum legatus a latere in dieser Sache ernannt. Am 22. Oktober 1632, nachdem der Prälat Henryk Firlej im Namen von Urban VIII. die Kandidatur von Władysław Wasa eingereicht hatte, forderte Visconti das Land auf, einen seiner Geschichte würdigen und dem katholischen Glauben gehorsamen Herrscher zu wählen. Am 8. November 1632 wurde Władysław zum neuen König von Polen gewählt. Visconti gebührt hierbei das Verdienst, Zweifel an der katholischen Ausrichtung des Erwählten ausgeräumt zu haben, insbesondere durch zwei Briefe, die am 23. Juni und am 15. Juli nach Rom geschickt wurden.

### Letzte Jahre und Tod
Onorato Visconti wurde 1636 nach Rom zurückgerufen, sein Nachfolger als Nuntius wurde im darauffolgenden Jahr Mario Filonardi.
Obschon für Urban VIII. Viscontis Amtsführung nicht zufriedenstellend erschien, nahm Władysław IV. den entgegengesetzten Standpunkt ein, so dass er Visconti aufgrund seines herrscherlichen Privilegs für die Erhebung zur Kardinalswürde vorschlug. Der Papst hielt jedoch die Forderung Polens für unannehmbar und bezog sich auf ein Dekret des Konzils von Trient, welches besagte, dass nur solche Kandidaten zugelassen seien, die der jeweiligen Nation angehörten, sowie auf eine Bulle von Pius IV., dass nur jene Fürsten eine Empfehlung abgeben konnten, in deren Herrschaftsbereich der Kandidat lebte. Der Disput hierüber dauerte vier Jahre an, ohne je zu einem Abschluss zu kommen. Ungeachtet wiederholter Bitten Władysławs IV. hat der Barberini-Papst den Namen Visconti nie für das Kardinalat in Betracht gezogen und überging ihn noch bei seiner letzten Kardinalserhebung am 13. Juli 1643.
Nach einer vierjährigen Amtszeit als Präsident der Provinz Romagna zog Visconti sich in sein heimatliches Mailand zurück, wo er am 7. Juli 1645 starb.